# Плащ и кинжал (фильм, 1946)
«Плащ и кинжал» (англ. Cloak and Dagger) — кинофильм режиссёра Фрица Ланга с участием Гэри Купера. Как и фильм «Улица Мадлен, 13» (фр. 13 Rue Madeleine), он отдает дань операциям Управления стратегических служб (OSS), проводившимся в течение Второй Мировой войны в оккупированной Европе. Название основано на заглавии книги 1946 года «Плащ и кинжал: Секретная история УСС» (англ. Cloak and Dagger: The Secret Story of O.S.S.), написанной Кори Фордом (англ. Corey Ford) и Алистером Мак-Бейном (англ. Alastair MacBain). Бывший агент УСС Э. Майкл Бёрк был техническим консультантом.

## Сюжет
Управление стратегических служб получает из Южной Франции информацию о переброске в Германию сорока вагонов с урановой рудой. Один из руководителей Управления обращается за консультацией к своему старому другу — физику Альве Джесперу. Тот подтверждает, что полученные сведения могут говорить о разработке нацистами ядерной бомбы. Чтобы удостовериться в этом, Джеспера отправляют в Швейцарию, где он должен встретиться с венгерским учёным Катрин Лодор, проходящей там лечение. Прибыв на место, Джеспер практически сразу сталкивается с противодействием немецких агентов...

## В ролях
- Гэри Купер — Профессор Альва Джеспер
- Роберт Алда — Пинки
- Лилли Палмер — Джина
- Владимир Соколов — Польда
- Дж. Эдвард Бромберг — Тренк
- Марджори Хошелль — Энн Доусон
- Людвиг Штёссель — немец
- Хелен Тимиг — Катрин Лодор
- Дэн Сеймур — Марсоли
- Марк Лоуренс — Луиджи
- Джеймс Флавин — полковник Уолш
- Патрик О’Мур — англичанин
- Чарльз Марш — Эрик
- Роберт Кут — Кронин (в титрах не указан)

## Отсутствие финала
По планам Ланга, у фильма должен был быть другой конец: герой Купера приводит группу американских десантников в Южную Германию, где они находят то, что осталось от подземной фабрики, тела умерших рабочих концентрационного лагеря и улики, говорящие в пользу того, что фабрика производила ядерное оружие и герой Купера отмечает, что фабрику могли перенести в Испанию или Аргентину и произносит обличительную речь: «Это первый год атомного века, и да поможет нам Господь, если мы считаем, что можем сохранить это в тайне от мира!» Продюсер Милтон Сперлинг, часто ссорившийся с Лангом во время съемок, посчитал эту сцену нелепой, так как у немцев не было ядерного оружия.

## Радиошоу
В 1950 году компания NBC выпустила одноимённое шоу, основанное на книге Форда и Мак-Бейна и включавшее в себя 26 эпизодов. Начиналось оно с вопроса, задаваемого актёром Рэймондом Эдвардом Джонсоном: «Готовы ли вы предпринять ради Соединённых Штатов опасную миссию, заранее зная, что живым с неё не вернётесь?».

## Судьба сценаристов фильма
Двое из сценаристов фильма, писатели Ринголд Ларднер-младший и Альберт Мальц, из так называемой «Голливудской десятки» оказались втянуты в борьбу за власть между Джоном Эдгаром Гувером и ЦРУ. Они были арестованы и занесены в Черный список Голливуда во время маккартизма.